# Bivacco Gianni Comino

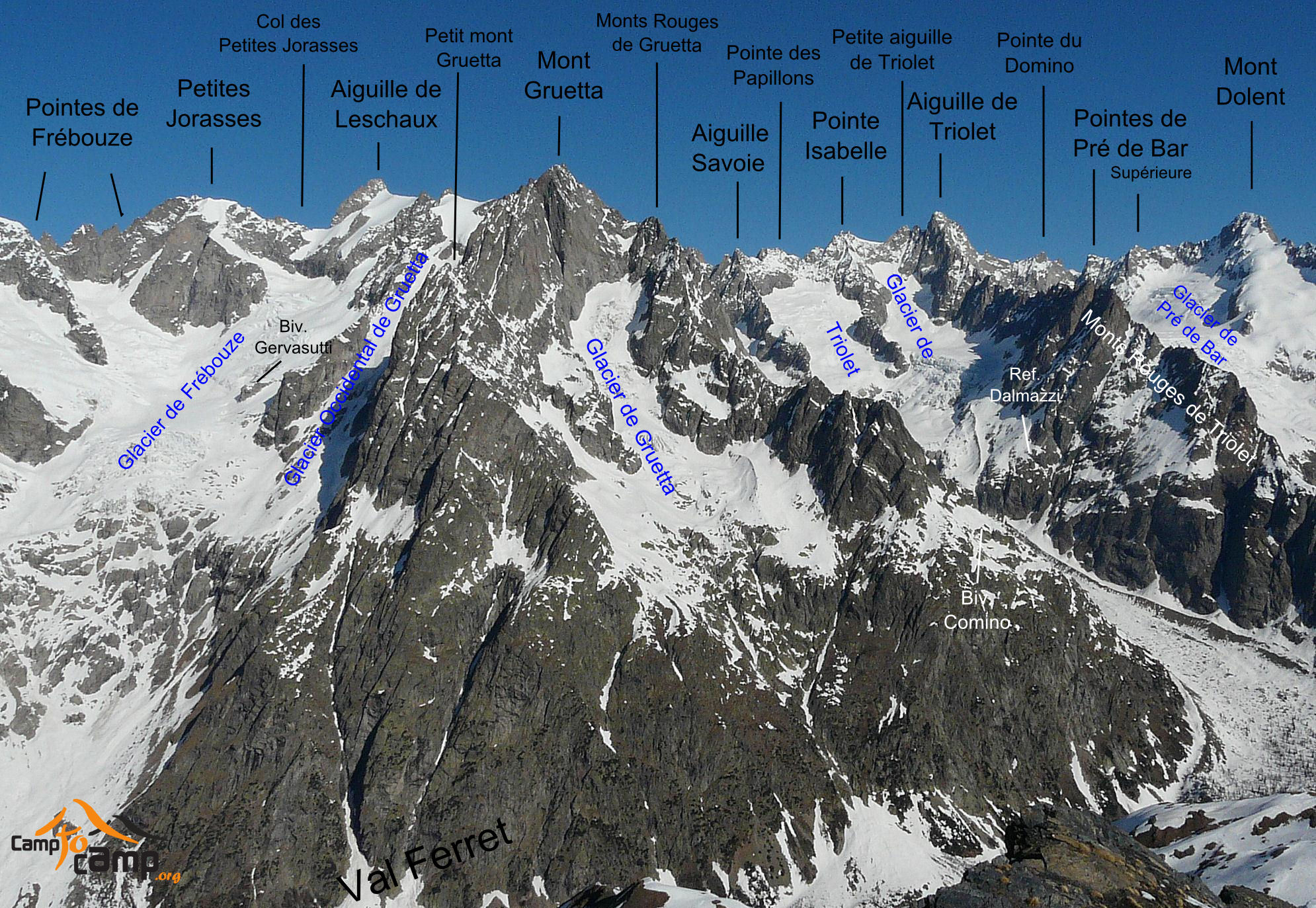
Collocazione del Bivacco Gianni Comino.

Das Bivacco Gianni Comino ist eine Biwakschachtel der Sektion Mondovì des Club Alpino Italiano (CAI). Sie liegt im italienischen Val Ferret auf dem Gemeindegebiet von Courmayeur innerhalb der Mont-Blanc-Gruppe auf 2430 m s.l.m. Höhe auf einem Absatz am Südostsporn des Mont Rouge di Greuvetta.

## Beschreibung
Das Biwak wurde im Jahr 1982 in Erinnerung an den zwei Jahre zuvor tödlich verunfallten Alpinisten Gianni Comino errichtet. Es verfügt weder über fließendes Wasser noch über Elektrizität.

## Zugang
Der Zugang führt von Arnouva (Arp Nuova), auf 1769 Metern Höhe im Val Ferret gelegen, in etwa zweieinhalb Stunden zum Biwak.

## Aufstiege
- Mont Greuvetta, 3677 m s.l.m.